# Carson Branstine
Carson Branstine (Irvine, 9 september 2000) is een tennisspeelster, geboren in de Verenigde Staten, die sinds maart 2017 uitkomt voor Canada. Zij heeft een dubbele nationaliteit. Branstine begon op zevenjarige leeftijd met het spelen van tennis. Haar favoriete ondergrond is hardcourt. Zij speelt rechtshandig en heeft een tweehandige backhand. Zij is actief in het internationale tennis sinds 2015.

## Loopbaan

### Junioren
In januari 2017 won zij samen met haar latere landgenote Bianca Andreescu het meisjesdubbelspeltoernooi op het Australian Open. Vervolgens wonnen zij samen in juni 2017 ook de meisjesdubbelspeltitel op Roland Garros.

### Enkelspel
Branstine debuteerde in 2015 op het ITF-toernooi van Gainesville (VS). Zij stond in 2019 voor het eerst in een finale, op het ITF-toernooi van Carson (VS) – zij verloor van de Amerikaanse Elizabeth Mandlik. In 2021 veroverde Branstine haar eerste titel, op het ITF-toernooi van Caïro (Egypte), door de Indonesische Priska Madelyn Nugroho te verslaan. Tot op heden(26 mei 2025) won zij zeven ITF-titels, de meest recente in 2025 in Santo Domingo (Dominicaanse Republiek).
In 2024 speelde Branstine voor het eerst op een WTA-hoofdtoernooi, op het WTA 125-toernooi van Santa Cruz – zij bereikte er de tweede ronde. Zij stond in 2025 voor het eerst in een WTA-finale, op het WTA 125-toernooi van Cancún – zij verloor van de Colombiaanse Emiliana Arango.

### Dubbelspel
Branstine behaalde in het dubbelspel betere resultaten dan in het enkelspel. Zij debuteerde in 2016 op het ITF-toernooi van Toronto (Canada), samen met de Russin Jelena Bovina – zij bereikten er meteen de halve finale. Zij stond in 2018 voor het eerst in een finale, op het ITF-toernooi van Gatineau (Canada), geflankeerd door landgenote Bianca Andreescu – hier veroverde zij haar eerste titel, door het duo Hsu Chieh-yu en Marcela Zacarías te verslaan. Tot op heden(februari 2025) won zij drie ITF-titels, de meest recente in 2024 in Hammamet (Tunesië).
In 2017 speelde Branstine voor het eerst op een WTA-hoofdtoernooi, op het toernooi van Toronto, samen met landgenote Bianca Andreescu – zij bereikten er de tweede ronde. Zij stond later dat jaar voor het eerst in een WTA-finale, op het toernooi van Québec, weer met Andreescu – zij verloren van het koppel Tímea Babos en Andrea Hlaváčková.

## Persoonlijk
Haar vader is Amerikaan en haar moeder Canadese. Haar twee zussen spelen college-tennis.

## Posities op deWTA-ranglijst
Positie per einde seizoen:
| jaar | rang enkelspel | rang dubbelspel |
| ---- | -------------- | --------------- |
| 2016 | 1004           | 797             |
| 2017 | 1023           | 219             |
| 2018 | 781            | 458             |
| 2019 | 556            | 617             |
| 2020 | 593            | 651             |
| 2021 | 758            | 885             |
| 2022 | 822            | 820             |
| 2023 | –              | 1208            |
| 2024 | 252            | 881             |

## Palmares
| Legenda                 |
| ----------------------- |
| Grandslamtoernooi       |
| Olympische Spelen       |
| Year-End Championships  |
| Premier Mandatory       |
| Premier Five / WTA 1000 |
| Premier / WTA 500       |
| International / WTA 250 |
| Challenger / WTA 125    |

### WTA-finaleplaatsen enkelspel
| nr.              | finale     | toernooi   | ondergrond | tegenstandster  | score    |         |
| ---------------- | ---------- | ---------- | ---------- | --------------- | -------- | ------- |
| gewonnen finales |            |            |            |                 |          |         |
| geen             |            |            |            |                 |          |         |
| verloren finales |            |            |            |                 |          |         |
| 1.               | 2025-02-16 | WTA Cancún | hardcourt  | Emiliana Arango | 2-6, 1-6 | details |

### WTA-finaleplaatsen vrouwendubbelspel
| nr.              | finale     | toernooi   | ondergrond | partner          | tegenstandsters               | score    |         |
| ---------------- | ---------- | ---------- | ---------- | ---------------- | ----------------------------- | -------- | ------- |
| gewonnen finales |            |            |            |                  |                               |          |         |
| geen             |            |            |            |                  |                               |          |         |
| verloren finales |            |            |            |                  |                               |          |         |
| 1.               | 2017-09-17 | WTA Québec | tapijt (i) | Bianca Andreescu | Tímea Babos Andrea Hlaváčková | 3-6, 1-6 | details |